# Губерля (Курганская область)
Губерля — село в Юргамышском районе Курганской области. До 2022 года являлось административный центр Островского сельсовета.

## История
До 1917 года в составе Кислянской волости Челябинского уезда Оренбургской губернии. По данным на 1926 год состояла из 32 хозяйств. В административном отношении входила в состав Островского сельсовета Юргамышского района Курганского округа Уральской области.

## Население
| 1989 | 2002 | 2010 |
| ---- | ---- | ---- |
| 264  | ↗288 | ↘261 |

По данным переписи 1926 года в деревне проживал 141 человек (66 мужчин и 75 женщин), в том числе: русские составляли 99 % населения.